# Estació de París-Lió
L'Estació de Lió de París, o Paris-Gare de Lyon, és una estació de ferrocarril i del metro de París. És una de les set estacions terme de la xarxa de SNCF a París i es troba al 12è arrondissement de París. És una de les estacions on hi circulen trens de llarga distància cap a Clarmont d'Alvèrnia, Dijon, Besançon, Lió, Grenoble, Valence, Avinyó, Saint-Étienne, Marsella, Toló, Niça i Montpeller, a més d'algunes línies internacionals cap a Suïssa i Itàlia. Des del 15 de desembre de 2013 hi arriben/surten els trens origen/destí a Barcelona.
L'estació és la terminal de TGV Sud-Est, Roine-Alps i Mediterrani. També té serveis RER (línia A i D) i dues línies del metro, línia 1 i línia 14. L'entrada principal és a la Place Louis-Armand, amb vistes a la rue de Lyon. L'estació es caracteritza per la seva torre campanar de 67 metres d'alçada.
L'estació de Paris Lió o Gare de Lyon de París és una de les estacions terminals de la xarxa
SNCF a la capital de França. Està situada en el 12è districte (arrondissement) al costat de la Plaça Louis Armand. Al subsòl es troba l'estació de metro Gare de Lyon, i a la superfície hi ha les dàrsenes d'autobusos, per la qual cosa forma un gran intercanviador multimodal en el seu conjunt.
L'estació és a la vegada una estació de grans línies que donen servei al sud-est de França, en concret Dijon, Besançon, Lió, Grenoble, Valence, Avinyó, Saint-Étienne, Marsella, Niça i Montpeller, i també Suïssa i Itàlia, i una estació de línies suburbanes i de rodalia que donen servei al sud-est de l'Illa de França.
És també la capçalera de tres línies d'alta velocitat Sud-est, Roine-Alps i Mediterrània. És la tercera de París en trànsit de viatgers, amb una mitjana de 83 milions de viatgers a l'any. Ofereix als viatgers la correspondència amb dues línies RER (A i D) i dues línies de metro (1 i 14).
L'entrada principal, situada a la Plaça Louis-Armand, dona al carrer de Lyon, que porta a la Plaça de la Bastilla i també dona al Bulevard Diderot.
Aquesta estació es caracteritza pel seu campanar, torre quadrangular de 67 m amb un rellotge a cadascuna de les seves quatre cares de 6,5 m de diàmetre; les seves agulles fan 2,8 m i 4m. Aturat des de la tempesta que va succeir el dia 26 de desembre de 1999, va ser posat en marxa de nou el dia 15 de febrer de 2005, amb un mecanisme original modernitzat per un sistema de motors que està sincronitzat amb el senyal horari que emet France Inter en ona llarga.

## Història

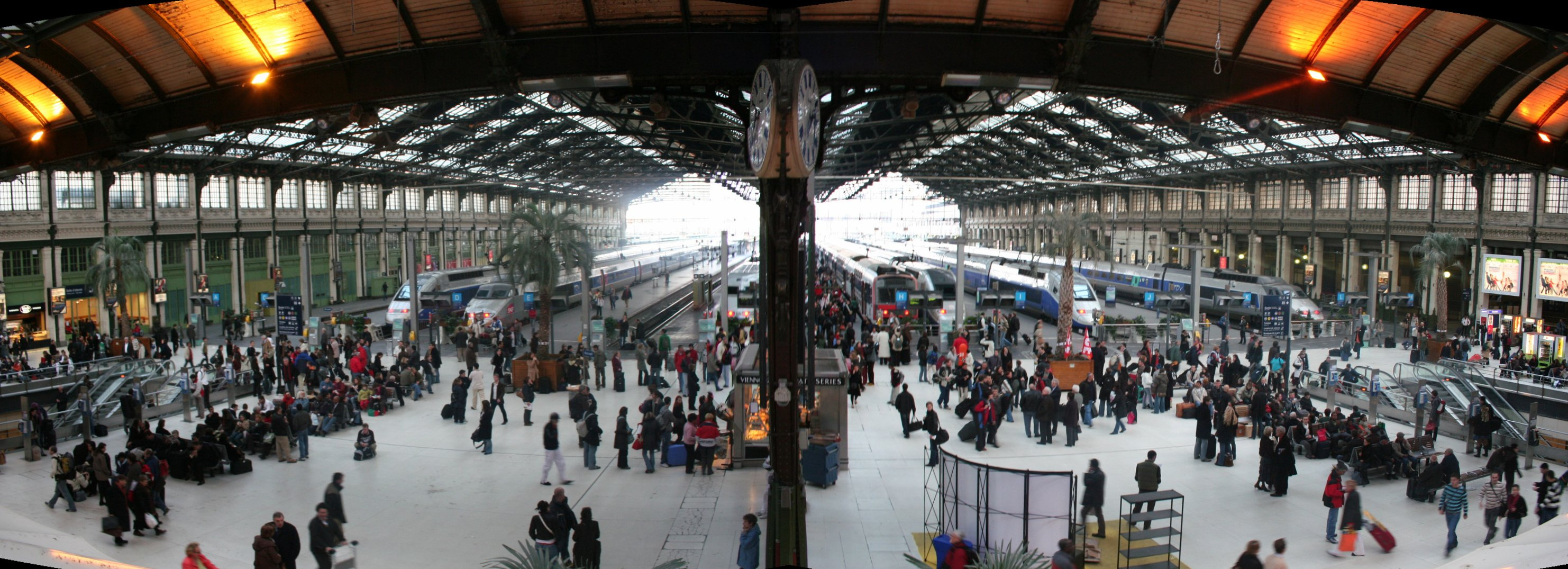
Gran vidriera amb els TGV al fons

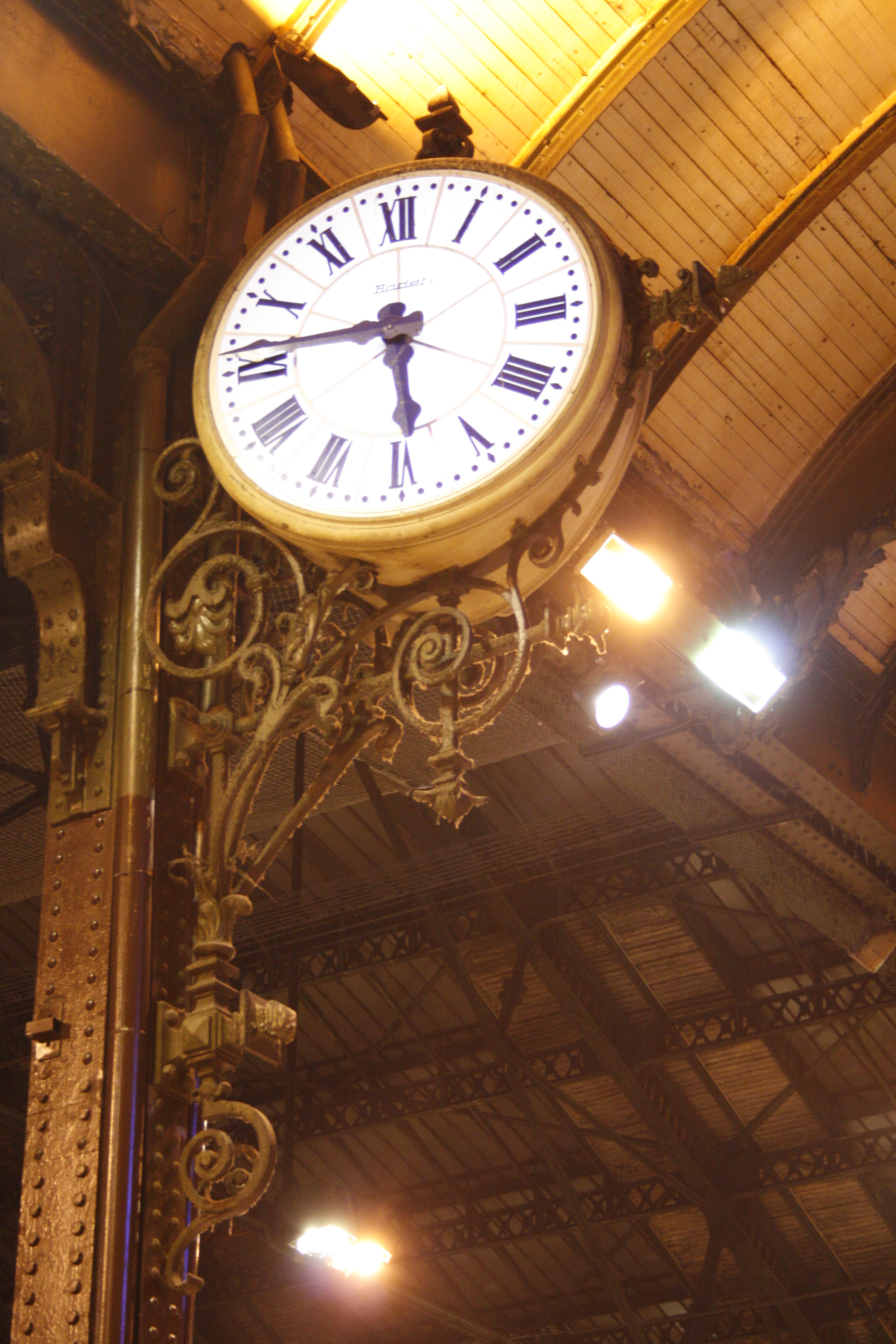
Detall de l'interior de l'estació de ferrocarril

L'Embarcador de Lió va ser obert al públic, oficialment, el 12 d'agost de 1849. Era un edifici provisional que es va construir a l'espera de resoldre els conflictes entre l'estat i la companyia de ferrocarrils de París a Lió. La companyia no estava molt contenta amb la idea que la línia acabés al costat de la presó Mazas, i esperava que el traçat seguís més enllà fins a la Bastilla, traçat que, posteriorment, serví per construir el carrer Lyon.
L'estació de Lió (Gare de Lyon) es va construir seguint els plànols de François-Alexis Cendrier el 1855 com a terminal de les línies de la companyia de ferrocarrils de París a Lió. Aquesta estació es va edificar sobre una plataforma de terra elevada uns 6–8 m sobre el nivell del riu, per protegir-la de les crescudes. Es componia de 5 vies cobertes per un edifici amb un vestíbul de 220 m de llarg i 42 d'amplada. Un pòrtic que delimitava la zona d'arribades unia l'estació pròpiament dita a una oficina administrativa a un costat de l'estació. Aquesta oficina donava al carrer Bulevard Mazas.
L'estació va ser parcialment destruïda per un incendi el 1871 i es va reconstruir de forma idèntica.
El 1900, els viatgers que visitaven l'Exposició Universal de París arriben a una nova estació amb 13 vies, dissenyada per Marius Toudoire. A partir d'aleshores disposa d'una façana enfront del bulevard Diderot i la famosa torre de rellotge. En aquell moment s'obre al públic, també, l'estació subterrània de la primera línia del metro de París, que dona servei a l'estació de ferrocarril.
L'edifici en si es va mantenir sense variacions fins als anys 60, quan es va començar a construir lalínea A de RER. La façana, que donava al carrer de Bercy, i el vestíbul homònim varen ser excavats per construir l'estació de trens suburbans (avui dia estació per a on passa la línia RER D i just a sota l'estació passant de la línia RER A, inaugurat al desembre de 1977.
L'any 1981 van ser instal·lades cinc noves vies per l'arribada del TGV amb la primera línia inaugurada entre París i Lió, la LGV Sud-est.
El 27 de juny de 1988, un greu accident ferroviari a l'estació subterrània de trens suburbans va causar 56 morts y 55 ferits.
Les últimes reformes escomeses a l'estació varen ser les obres del projecte Meteor, amb la construcció sota del carrer Bercy de l'estació de metro de la línia 14 al peu de les oficines de la RATP.

## Interès turístic
- Dintre de l'estació de l'SNCF es troben:
  - Al capdamunt de les columnes, els escuts de les ciutats a les que arriben els trens des de l'estació.
  - A la zona de taquilles, es conserva un gran fresc que representa monuments del centre de les ciutats que la Companyia de Ferrocarrils de París-Lió-Mediterrani servia.
  - Al primer pis de la façana, el mític restaurant Style Second Empire.

## Serveis Ferroviaris
L'estació és capçalera de la xarxa TGV Sud-est, Roine-Alps i Mediterrani, per nombre de viatgers una de les més utilitzades de la xarxa SNCF i la primera en trànsit de grans línies. Enllaça amb multitud de transports urbans i suburbans.

### SNCF
Són dues les línies que passen per aquesta estació, Línia Paris-Marsella.
L'estació està explotada per la Unitat de Negoci Voyagers Paris-Gare de Lyon, dintre de la direcció regional de París Sud-est de l'SNCF.
Les vies de l'estació principal, que estan situades a la superfície, estan dividides en dues zones, les vies d'A a N senyalades en blau i les vies de la 5 a la 23 senyalades en groc. Aquestes dues parts no estan alineades i el viatger que surt de l'estació pot saber, des de la seva arribada, a quin grup de vies sortirà el seu tren per evitar moviments de viatgers erràtics. El vestíbul Méditerranée uneix l'estació de grans línies amb la subterrània i està situat sota les vies blaves, donant accés a l'inici de les vies grogues.
| tren        | destinació        | freqüència      |
| ----------- | ----------------- | --------------- |
| TGV         | Dijon             | 16 trens diaris |
| TGV         | Lió               | 32 trens diaris |
| TGV         | Besançon          | 8 trens diaris  |
| TGV         | Marsella          | 16 trens diaris |
| TGV         | Niça              | 6 trens diaris  |
| TGV         | Montpeller        | 8 trens diaris  |
| TGV         | Perpinyà          | 4 trens diaris  |
| TGV         | Barcelona - Sants | 2 trens diaris  |
| TGV Lyria   | Ginebra           | 7 trens diaris  |
| TGV Lyria   | Laussana          | 4 trens diaris  |
| TGV Lyria   | Berna             | 2 trens diaris  |
| TGV Artésia | Milà              | 3 tren diari    |
| Corail      | Clermont-Ferrand  | 8 trens diaris  |
| Corail      | Nevers            | 12 trens diaris |
| Corail      | Marsella          | 1 tren diari    |
| Corail      | Béziers           | 1 tren diari    |

Regionals TER Borgonya: trens destinació Dijon, Auxerre, Clamecy i Corbigny).
Suburbans-Rodalies Transilien: d'aquesta estació surt la línia R de Transilien, que forma la xarxa suburbana París Sud-est, amb trens que tenen amb destinació:
- Montargis via Moret-sur-Loing
- Montereau via Moret-sur-Loing o Héricy
- Sens
- Laroche-Migennes

### RER
Són dues les línies que passen per aquesta estació, la A i la D, ambdues per una estació subterrània situada sota el carrer Bercy, al costat de l'estació principal. Són dos nivells superposats, el superior per a la D, operada per SNCF, i l'inferior per a la A, operada per RATP.
- Des de la línia RER A s'arriba a La Défense i a les noves ciutats de Marne la Vallée i Cergy-Pontoise. L'estació té una andana central molt àmplia entre les vies.
- Amb la línia RER D s'arriba de forma directa a la Gare du Nord, a l'Stade de France cap al nord i, cap al sud, a les noves ciutats d'Évry i Sénart. L'estació es compon de quatre vies i dues andanes centrals (v-a-v-v-a-v). Una d'aquestes vies va ser el lloc on es va produir l'accident de 27 de juny de 1988

En hores vall, les andanes de la línia A tenen una freqüència de pas de 5 minunts en cada sentit amb trens que realitzen tres trajectes alternatius:
| tren | origen                 | < estació           | estació >           | destinació             | freqüència |
| ---- | ---------------------- | ------------------- | ------------------- | ---------------------- | ---------- |
| ZEUS | Boissy-Saint-Léger     | Nation              | Châtelet-Les Halles | Saint-Germain-en-Laye  | 10 minuts  |
| NEGE | Saint-Germain-en-Laye  | Châtelet-Les Halles | Nation              | Boissy-Saint-Léger     | 10 minuts  |
| TERI | Marne la Vallée-Chessy | Nation              | Châtelet-Les Halles | Poissy                 | 10 minuts  |
| OKRE | Poissy                 | Châtelet-Les Halles | Nation              | Torcy                  | 20 minuts  |
| UPAC | Marne la Vallée-Chessy | Nation              | Châtelet-Les Halles | Cergy-Le Haut          | 20 minuts  |
| QYAN | Cergy-Le Haut          | Châtelet-Les Halles | Nation              | Marne la Vallée-Chessy | 20 minuts  |

| origen/destinació                                   | < estació           | RER | estació >                  | destinació/origen                                        |
| --------------------------------------------------- | ------------------- | --- | -------------------------- | -------------------------------------------------------- |
| A1 Saint-Germain-en-Laye A3 Cergy-Le Haut A5 Poissy | Châtelet-Les Halles | A   | Nation                     | Boissy-Saint-Léger A2 Torcy A4 Marne la Vallée-Chessy A4 |
| D1 Orry-la-Ville - Coye D3 Creil                    | Châtelet-Les Halles | D   | Maisons Alfort-Alfortville | Melun D2/D6 Malesherbes D4                               |

## Estació de Metro

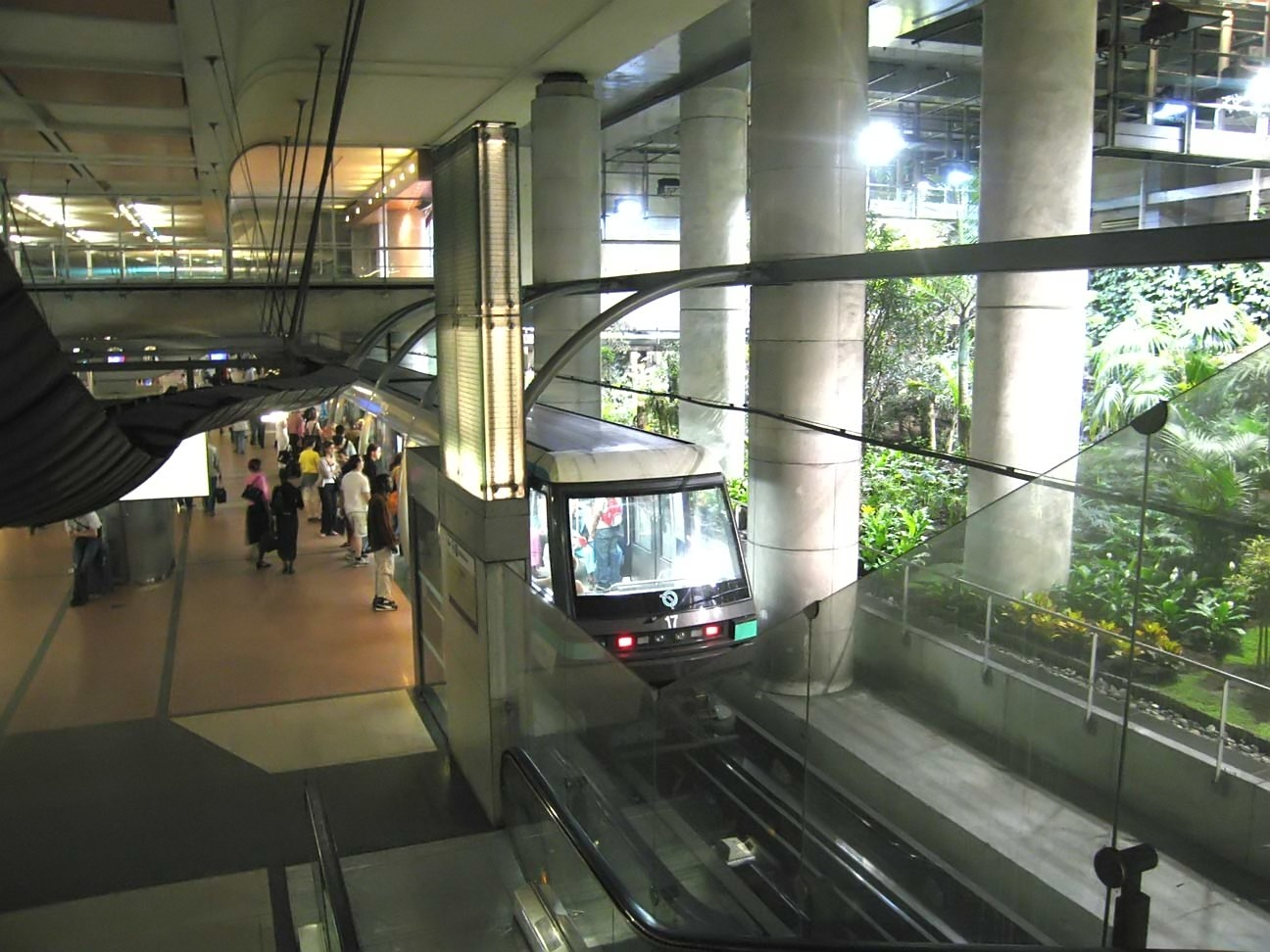
Estació de metro de L14

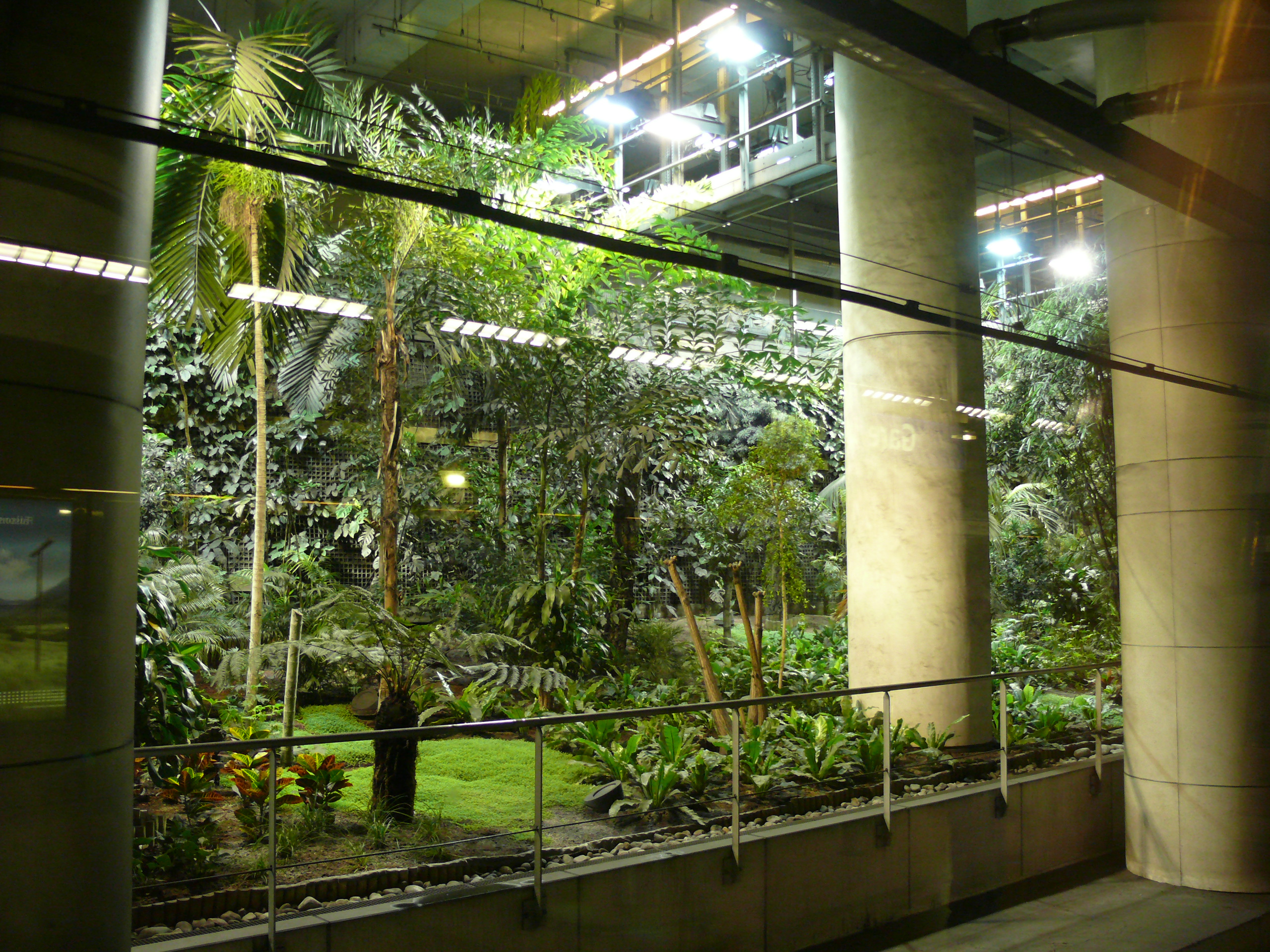
Jardí exòtic de l'estació de L14

La Gare de Lyon és l'estació de les línies 1 i 14 del Metro de París, situada al 12è districte de París, i dona servei a l'estació de ferrocarril homònima.
És la tercera estació més utilitzada del metro amb 30,91 milions de passatgers el 2004, 15,78 per a la línia 1 i 15,13 per a la 14.

### Estació de línia 1
L'estació de la línia 1 es compon de dues andanes laterals i dues vies, juntament amb una via d'enllaç amb la
línia 5 que queda de l'època on acabava aquí, per la qual es troba al darrere d'un vidre a l'andana direcció Château de Vincennes. Es va obrir al públic el 19 de juliol de 1900 i està situada sota el Bulevard Diderot a l'est del carrer Lyon. És l'única estació de la línia que es va construir, des d'un principi, amb andanes de 100 m en comptes de 75 m, per la qual cosa no es va haver d'ampliar amb la transformació de la línia a "metro sobre pneumàtics".
Construïda a cel obert, està recoberta per un taulell metàl·lic de 23,9 m d'amplada, que la separa i soporta el pes de la calçada del Bulevard Diderot. En un principi tenia quatre vies amb dues andanes centrals (v-a-v-v-a-v) per acollir una línia circular que mai va ser realitzada. En qualsevol cas, la via més meridional va servir de terminal de la línia 5 entre l'1 d'agost i el 17 de desembre de 1906 fins a la seva prolongació cap a l'estació de Bastille.
La via nord es va retirar i va permetre eixamplar l'andana en direcció La Défense, mentre que la via sud es va mantenir d'enllaç entre les línies situada al darrere de les parets envidriades.

### Estació de línia 14
L'estació de la línia 14 es compon d'una andana central i dues vies, i està oberta des del 1998. Està situada cap al sud de l'estació de ferrocarril, sota el carrer Bercy, igual que l'estació de RER. Entre la via direcció Olympiades i les oficines centrals de la RATP es troba un jardí exòtic que embelleix l'estació.

### Accessos
- 1: Bulevard Diderot: Bulevard Diderot, 26
- 2: Ministeri d'Economia i Finances
- 4: Cour de Châlon
- 7: C/ Bercy
- 9: Plaça Henri Fresnay
- 10: C/ Legraverend: Bulevard Diderot, 25
- 11: C/ Châlon
- 12: C/ Villot
- 13: C/ Van Gogh: 203, C/ Bercy, 203 (escala mecànica de pujada) i C/Bercy, 250 (de baixada)
- 15: Oficina de la RATP: C/Bercy, 167

### Línies
S'ha de dir que encara que no sigui la mateixa estació, el transbord sortint cap al carrer amb la línia 5, a l'estació de Quai de la Rapée, és gratuït.
| << capçalera            | < estació | Metro | estació >       | capçalera >>         |
| ----------------------- | --------- | ----- | --------------- | -------------------- |
| La Défense Grande Arche | Bastille  | 1     | Reuilly-Diderot | Château de Vincennes |
| Saint-Lazare            | Châtelet  | 14    | Bercy           | Olympiades           |

## Autobusos
Bus RATP:
- 20: Gare de Saint-Lazare <> Gare de Lyon
- 24: Gare de Saint-Lazare <> École Vétérinaire de Maisons-Alfort
- 29: Gare de Saint-Lazare <> Porte de Montempoivre
- 57: Arcueil-Laplace RER <> Porte de Bagnolet-Louis Ganne
- 61: Gare d'Austerlitz <> Église de Pantin
- 63: Gare de Lyon <> Porte de la Muette
- 65: Gare de Lyon <> Mairie d'Aubervilliers
- 87: Champ de Mars <> Porte de Reuilly
- 91: Montparnasse 2 Gare TGV <> Bastille
- Balabus: La Défense <> Gare de Lyon
- OpenTour

Noctilien:
- N01: Circular interior
- N02: Circular exterior
- N11: Pont de Neuilly <> Château de Vincennes
- N16: Pont de Levallois-Bécon <> Mairie de Montreuil
- N31: Gare de Lyon <> Juvisy-sur-Orge RER
- N32: Gare de Lyon <> Boissy-Saint-Léger RER
- N33: Gare de Lyon <> Villiers sur Marne-Le Plessis Trévise RER
- N34: Gare de Lyon <> Torcy RER
- N35: Gare de Lyon <> Nogent-Le Perreux RER
- N120: Corbeil-Essonnes RER <> Aéroport Charles de Gaulle T3
- N130: Gare de Lyon <> Marne la Vallée-Chessy RER
- N131: Gare de Lyon <> Dourdan RER / Étampes RER
- N132: Gare de Lyon <> Melun RER / Corbeil-Essonnes RER

Bus Optile:
- Cars Air France nº4: Aéroport Charles de Gaulle